# Vahanga
Vahanga ou Vaega est un atoll du Groupe Actéon dans l'archipel des Tuamotu, en Polynésie française. Il est rattaché administrativement aux Îles Gambier.

## Géographie

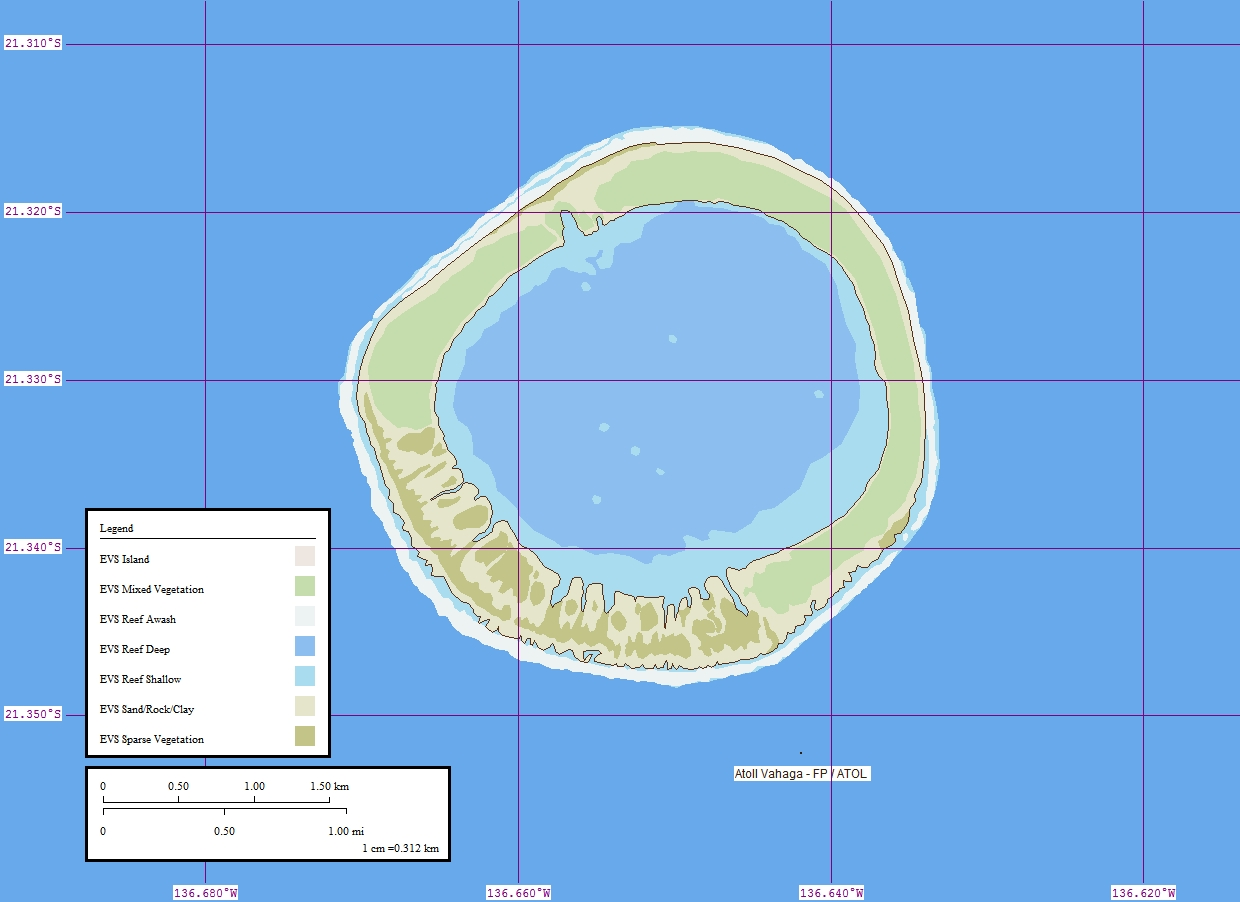
Carte physique de Vahanga.

Vahanga est situé à 9 km à l'ouest de Tenarunga, l'île la plus proche, et à 1 362 km au sud-est de Tahiti. C'est un atoll de forme circulaire de 3,6 km de diamètre qui s'étend sur 3,82 km2 de terres émergées pratiquement continues, avec un lagon d'une superficie de 12,6 km2 dépourvu de passe de communication avec l'océan.
L'atoll n'est pas habité de manière permanente.

## Histoire
La première mention de l'atoll aurait été faite par le navigateur portugais Pedro Fernández de Quirós le 5 février 1605 sans que cela soit parfaitement attesté, sous la dénomination Làs Cuatro Coronadas (les « quatre couronnées » – par les palmiers) pour désigner en fait les quatre atolls du groupe. De façon assurée, la première mention non ambigüe date du 19 mars 1791 par le capitaine britannique Edward Edwards, lors de sa poursuite des mutins de la Bounty, qui lui donne le nom d'« Île Carysfort ». En 1833, le navigateur Thomas Ebrill l'aborde sur son navire marchand Amphitrite, puis en janvier 1837 c'est au tour du capitaine Edward Russell venu sur son navire militaire HMS Acteon de l'accoster et de donner ainsi le nom du groupe d'îles.
Au début du XIXe siècle, l'atoll est la propriété d'un dénommé capitaine Nicholas qui y fait notamment planter une cocoteraie en 1922 qui sera progressivement laissée à l'abandon. En 1934, Vahanga est racheté par la Compagnie navale de l'Océanie.

## Flore et faune
Vahanga accueille une flore composée de cocotiers, de Portulaca lutea, Cassytha filiformis, et des Amaranthaceae du genre Achyranthes aspera var. velutina.
À deux reprises en 2007 et 2013, un projet écologique mené par l'université d'Auckland et la Société d'ornithologie de la Polynésie a eu pour objectif d'éradiquer les rats du Pacifique de l'espèce Rattus exulans ayant colonisé l'atoll – et également de réaliser une zone tampon pour Tenararo qui est l'un des deux seuls atolls des Tuamotu, avec Morane, à avoir été préservé de l'introduction de mammifères prédateurs (rats et chats) – afin de restaurer un équilibre biologique naturel pour les différents oiseaux se reproduisant sur celui-ci, notamment Gallicolumba erythroptera et Prosobonia cancellata, deux espèces extrêmement menacées ; une précédente campagne en 2000 ayant échoué.